# Epipagis huronalis
Epipagis huronalis là một loài bướm đêm trong họ Crambidae.